# 아이비 (빠샤메카드)
아이비는 빠샤메카드, 빠샤메카드 S에 나오는 여자 캐릭터이다.

## 성격
뭐든지 잘 만들어내며, 친구인 케인을 위해 뭐든지 하는 성격이다.

## 작중행적

### 빠샤메카드
미리내를 테이밍하려는 케인을 방해하는 나찬 앞을 막아서면서 나찬과 배틀하게 된다.
초코, 캔디를 블랙미러의 정예부대로 인정해준다.
어둠의 그림자에게 명령을 받은 케인에게 "같이 좀 걷지 않겠어?"라고 말하며,이프리트와 함께 나타난다.케인과 배틀을 하다가 진 다음,케인이 자신을 놓아주고 혼자 가려고 하자,"케인,난 언제나 너와 함께 할거야!"라는 말을 하며 케인을 따라가기로 결심한다.

### 빠샤메카드 S
마이트의 메카니멀인 실프에게 "곧 친구들을 데려와 줄게"라고 말하며 아라와 배틀을 해 아라의 메카니멀인 프리버디를 빼앗는다.
나찬일행이 그리폰을 찾을 때까지 기다렸다가 나타나서는 케인이 그리폰과 테이밍 배틀을 하는 동안 나찬과 배틀을 한다.
12화에서 나찬,아라와 배틀을 해 무사,스핑크스를 빼앗는다.
나중에는 케인과 함께 그리핑크스를 사용한다.
22화에서는 세뇌가 풀리면서,"미안해,케인."이라고 말하면서 케인의 곁을 떠나게된다.
25화에서는 마이트에게 메카스타터인 메가켈론을 빌려주게된다.
26화에서는 케인이 나찬에게 순간이동하자는 말을 하자,"3대의 슬로프메카를 이용하면 잠시나마 공간을 일그러뜨릴 수가 있어"라고 말하며 순간이동을 한다.그렇게 세계를 구한다.